# Sabbas
Sabbas, född år 439 i Mutalaska, Kappadokien, död 5 december 532 i Jerusalem, var en grekisk munk, eremit och klostergrundare, verksam huvudsakligen i Jerusalem. 
Sabbas vördas som helgon inom den Romersk-katolska, Östortodoxa och Orientaliska ortodoxa kyrkan, med 5 december som festdag.

## Biografi

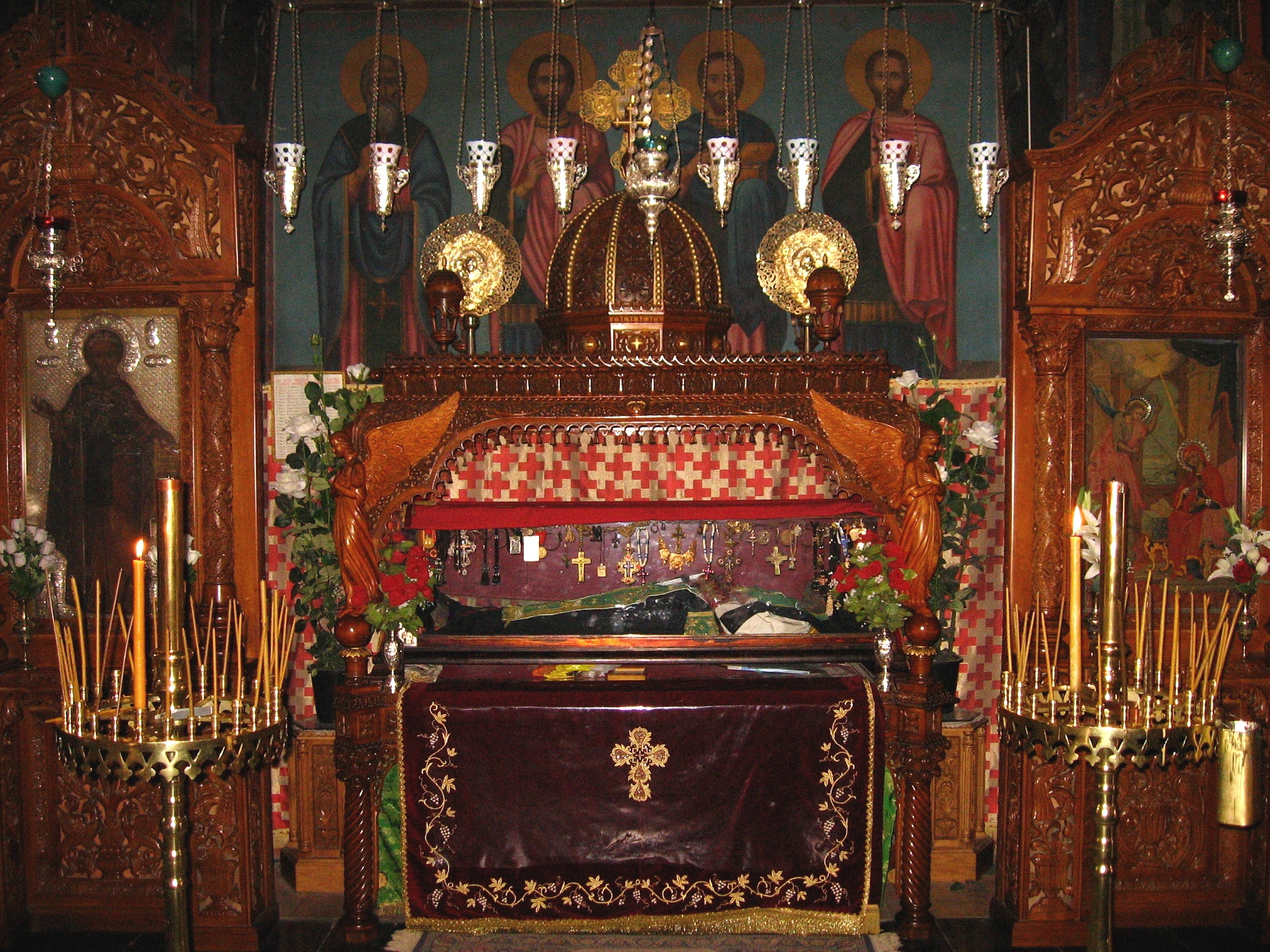
Sabbas reliker, Mar Saba, Västbanken.

Sabbas föddes i Mutalska, en liten stad i närheten av Caesarea Mazaca i Kappadokien. När han var åtta år placerades han i kloster med basilianska ordensregler, och flyttade i ungdomen till Jerusalem där han sedermera blev lärjunge till Euthymios. Fram till trettioårsåldern levde Sabbas ett mycket strängt eremitliv, men 483 grundade han ett eget kloster eller lavra, Mar Saba. Han prästvigdes 491, och blev därefter av patriarken av Jerusalem utsedd till arkimandrit över de palestinska klostren. Han deltog i tidens kristologiska strider genom att inför kejsaren vädja om bistånd mot monofysiterna och Origenes anhängare, för att upprätthålla besluten från konciliet i Chalkedon. Kyrkan San Saba i Rom är uppkallad efter honom. Sabbas kallas ofta "den heliggjorde" och "gudsbärare". Hans hagiografi är författad av hans lärjunge Kyrillos av Scythopolis.